# Preservation Act 1
Preservation: Act 1 je konceptuální album od anglické rockové kapely The Kinks. Bylo vydáno v roce 1973 a jedná se o jedenácté studiové album kapely.
Preservation nebylo kritiky dobře přijato a prodeje byly malé, ačkoliv naživo bylo album přijímáno podstatně lépe. Mnoho skalních fanoušků The Kinks odradily melodramatické skladby, z nichž vznikala alba, která zněla spíše jako soundtracky k divadelním muzikálům než rocková alba.

## Seznam skladeb
Autorem všech skladeb je Ray Davies.
| Strana 1 | Strana 1                        | Strana 1 |
| Pořadí   | Název                           | Délka    |
| -------- | ------------------------------- | -------- |
| 1.       | Morning Song                    | 2:00     |
| 2.       | Daylight                        | 3:19     |
| 3.       | Sweet Lady Genevieve            | 3:26     |
| 4.       | There's a Change in the Weather | 2:59     |
| 5.       | Where Are They Now?             | 3:28     |
| 6.       | One of the Survivors            | 4:31     |

| Strana 2 | Strana 2                               | Strana 2 |
| Pořadí   | Název                                  | Délka    |
| -------- | -------------------------------------- | -------- |
| 1.       | Cricket                                | 2:56     |
| 2.       | Money and Corruption“ / „I Am Your Man | 6:01     |
| 3.       | Here Comes Flash                       | 2:41     |
| 4.       | Sitting in the Midday Sun              | 3:47     |
| 5.       | Demolition                             | 4:07     |

## Obsazení
- Ray Davies - zpěv, kytara, harmonika
- Dave Davies - kytara, zpěv
- John Gosling - klávesy
- John Dalton - baskytara
- Mick Avory - bicí
- Alan Holmes - žestě
- Laurie Brown - žestě
- John Beecham - žestě